# Eleições gerais nos Países Baixos em 2021
As eleições gerais nos Países Baixos em 2021 foram realizadas a 15 de Março e, serviram para eleger os 150 deputados para a Câmara dos Representantes dos Países Baixos. 
O Governo Mark Rutte III foi formado 225 dias depois das eleições de 2017, sendo este o período mais longo de sempre no país para conseguir a formação de um governo após eleições.
O atual governo holandês, liderado por Mark Rutte (primeiro-ministro do país desde 2010), é uma coligação governativa entre o Partido Popular para a Liberdade e Democracia, Apelo Democrata-Cristão, Democratas 66 e União Cristã. A maioria governativa detinha uma maioria ténue na Câmara dos Representantes (76/150) e no Senado (38/75). Com a expulsão de um deputado do Partido Popular, o governo perdeu a maioria em setembro de 2019.
Em janeiro de 2021, eclodiu o Escândalo de fraude no abono de família nos Países Baixos, que provou a existência de fraude na distribuição do abono de família devido a acusações falsas das autoridades fiscais nacionais. Além desta acusação, as autoridades foram acusadas de discriminação e racismo institucional, pois muitas das famílias afetadas possuem dupla cidadania. O governo de Mark Rutte apresentou demissão como consequência, mantendo-se como governo demissionário até à realização das eleições.
Devido à COVID-19, as eleições foram realizadas ao longo de 3 dias, começando no 15 de Março e acabando no 17 de Março.
Os partidos de esquerda - o Partido Socialista, o Partido Trabalhista e a Esquerda Verde - representam menos de 20% dos votos. Segundo o cientista político Cas Mudde, o declínio constante da esquerda desde 2006 é principalmente explicado por uma agenda mediática dominada por questões sociais, especialmente questões de identidade, em detrimento das questões económicas e sociais.

## Partidos participantes
Os partidos apresentados são os partidos com representação ou os que terão hipóteses de eleger um deputados segundo as sondagens:
| Partido | Partido                                       | Partido | Líder                 | Ideologia                                                 | Espectro                         | Lugares na 2º Câmara |
| ------- | --------------------------------------------- | ------- | --------------------- | --------------------------------------------------------- | -------------------------------- | -------------------- |
|         | Partido Popular para a Liberdade e Democracia | VVD     | Mark Rutte            | Conservadorismo liberal                                   | Centro-direita                   | 33 lugares (Governo) |
|         | Partido para a Liberdade                      | PVV     | Geert Wilders         | Nacionalismo Populismo de direita                         | Direita/Extrema-direita          | 20 lugares           |
|         | Apelo Democrata-Cristão                       | CDA     | Wopke Hoekstra        | Democracia cristã                                         | Centro-direita                   | 19 lugares (Governo) |
|         | Democratas 66                                 | D66     | Sigrid Kaag           | Liberalismo social                                        | Centro/Centro-esquerda           | 19 lugares (Governo) |
|         | Esquerda Verde                                | GL      | Jesse Klaver          | Política verde Social-democracia                          | Centro-esquerda/Esquerda         | 14 lugares           |
|         | Partido Socialista                            | SP      | Lilian Marijnissen    | Socialismo democrático                                    | Esquerda                         | 14 lugares           |
|         | Partido do Trabalho                           | PvdA    | Lilianne Ploumen      | Social-democracia                                         | Centro-esquerda                  | 9 lugares            |
|         | União Cristã                                  | CU      | Gert-Jan Segers       | Democracia cristã Socialismo cristão                      | Centro-direita a Centro-esquerda | 5 lugares (Governo)  |
|         | Partido pelos Animais                         | PvdD    | Esther Ouwehand       | Direitos dos animais                                      | Esquerda                         | 5 lugares            |
|         | 50PLUS                                        | 50+     | Liane den Haan        | Interesses dos pensionistas                               | Centro                           | 4 lugares            |
|         | Partido Político Reformado                    | SGP     | Kees van der Staaij   | Conservadorismo religioso Teocracia Cristã                | Direita/Extrema-direita          | 3 lugares            |
|         | DENK                                          | DENK    | Farid Azarkan         | Social-democracia Interesses da minoria turca             | Centro-esquerda/Esquerda         | 3 lugares            |
|         | Fórum pela Democracia                         | FvD     | Thierry Baudet        | Conservadorismo nacional                                  | Direita/Extrema-direita          | 2 lugares            |
|         | BIJ1                                          | BIJ1    | Sylvana Simons        | Igualitarismo Anticapitalismo Interesses da minoria negra | Extrema-esquerda                 | 0 lugares            |
|         | JA21                                          | JA21    | Joost Eerdmans        | Conservadorismo Fortuynismo                               | Direita                          | Novo                 |
|         | Código Laranja                                | CO      | Richard de Mos        | Democracia direta                                         | Sincretismo                      | Novo                 |
|         | Volt                                          | VOLT    | Laurens Dassen        | Federalismo europeu                                       | Centro/Centro-esquerda           | Novo                 |
|         | Movimento Cívico Agrário                      | BBB     | Caroline van der Plas | Agrarianismo Desenvolvimento rural                        | Sincretismo                      | Novo                 |

## Resultados Oficiais
| Partido                     | Partido                                       | Votos         | %               | +/-           | Deputados     | +/-           |
| --------------------------- | --------------------------------------------- | ------------- | --------------- | ------------- | ------------- | ------------- |
|                             | Partido Popular para a Liberdade e Democracia | 2 248 778     | 21,91 / 100,00  | 0,62          | 35 / 150      | 2             |
|                             | Democratas 66                                 | 1 533 745     | 14,94 / 100,00  | 2,71          | 23 / 150      | 4             |
|                             | Partido para a Liberdade                      | 1 115 679     | 10,87 / 100,00  | 2,19          | 17 / 150      | 3             |
|                             | Apelo Democrata-Cristão                       | 981 468       | 9,56 / 100,00   | 2,82          | 15 / 150      | 4             |
|                             | Partido Socialista                            | 617 445       | 6,02 / 100,00   | 3,07          | 9 / 150       | 5             |
|                             | Partido do Trabalho                           | 585 227       | 5,70 / 100,00   | Estável       | 9 / 150       | Estável       |
|                             | Esquerda Verde                                | 519 989       | 5,07 / 100,00   | 4,06          | 8 / 150       | 6             |
|                             | Fórum pela Democracia                         | 516 475       | 5,03 / 100,00   | 3,25          | 8 / 150       | 6             |
|                             | Partido pelos Animais                         | 390 757       | 3,81 / 100,00   | 0,62          | 6 / 150       | 1             |
|                             | União Cristã                                  | 347 500       | 3,39 / 100,00   | Estável       | 5 / 150       | Estável       |
|                             | Volt                                          | 245 115       | 2,39 / 100,00   | Novo          | 3 / 150       | Novo          |
|                             | JA21                                          | 243 579       | 2,37 / 100,00   | Novo          | 3 / 150       | Novo          |
|                             | Partido Político Reformado                    | 214 812       | 2,10 / 100,00   | 0,02          | 3 / 150       | Estável       |
|                             | DENK                                          | 204 707       | 2,00 / 100,00   | 0,06          | 3 / 150       | Estável       |
|                             | 50PLUS                                        | 105 626       | 1,03 / 100,00   | 2,08          | 1 / 150       | 3             |
|                             | Movimento Cívico Agrário                      | 103 515       | 1,01 / 100,00   | Novo          | 1 / 150       | Novo          |
|                             | BIJ1                                          | 83 484        | 0,81 / 100,00   | 0,53          | 1 / 150       | 1             |
| Barreira Eleitoral de 0,67% |                                               |               |                 |               |               |               |
|                             | Partidos Extraparlamentares                   | 205 243       | 2,00 / 100,00   |               | 0 / 150       |               |
| Votos Inválidos             | Votos Inválidos                               | 20 803        | 0,20 / 100,00   | 0,25          |               |               |
| Total                       | Total                                         | 10 401 600    | 100,00 / 100,00 |               | 150 / 150     |               |
| Eleitorado/Participação     | Eleitorado/Participação                       | 13 200 000    | 78,80 / 100,00  | 3,13          |               |               |
| Fonte                       | Fonte                                         | [ 11 ] [ 12 ] | [ 11 ] [ 12 ]   | [ 11 ] [ 12 ] | [ 11 ] [ 12 ] | [ 11 ] [ 12 ] |